# Sleng Teng
Sleng Teng est le nom donné au premier riddim entièrement digital de la musique jamaïcaine. Comme c'est la coutume dans cette dernière, le riddim tire son nom du premier titre posé sur celui-ci, ici Under Me Sleng Teng de Wayne Smith.
Le riddim Sleng Teng recrée le Somethin' Else d'Eddie Cochran (en plus lent). C'est une séquence construite à partir d'un clavier Casio MT-40 (en) dont les sources sonores prédéfinies ont été créées par Hiroko Okuda (en).
Le riddim fut construit au studio de King Jammy. Jammy enregistra bon nombre d'artistes sur l'accompagnement original, dont Tenor Saw (Pumpkin Belly), et Johnny Osbourne (Buddy Bye). Les tunes furent dévoilées pour la première fois lors d'un clash aujourd'hui légendaire entre le sound system de Jammy et Black Scorpio à Waltham Park Road, le 23 février 1985. King Tubby, auprès de qui Jammy avait appris à produire, s'inspira du morceau pour créer son propre riddim Tempo.
Sleng Teng fait partie des riddims les plus repris de tous les temps (le site Reggae-Riddims en compte plus de 180 versions). Le riddim fut mis à jour par Jammy en 2005 (légèrement accéléré et avec un riff de cuivres), cette variation est appelée Sleng Teng Resurrection. Plusieurs nouveaux morceaux sur le Sleng Teng original furent également publiés par Jammy en 2005, afin de célébrer le 20e anniversaire du riddim.
Les années 2010, Sleng Teng Riddim a encore droit à deux versions revisitées[réf. nécessaire] :
- Le Sleng Teng International Riddim (2011) produit par Dreadsquad où se trouve le son de Natalie Storm Beat That Chest.
- Le Sleng Teng 2014 Riddim (2014) produit par Weedy G Soundforce pour fêter le trentième anniversaire du premier riddim dancehall hardcore, en 2015 et qui inclut des artistes, Perfect, Jessie James, Damas, Don Tippa, Gideon & Najay, G-Mac, Grindsman, Miss str8, Mr. Ice & Addvahnce, Suga Banton et Teacha Dee.